# كيلكيني (أيرلندا)

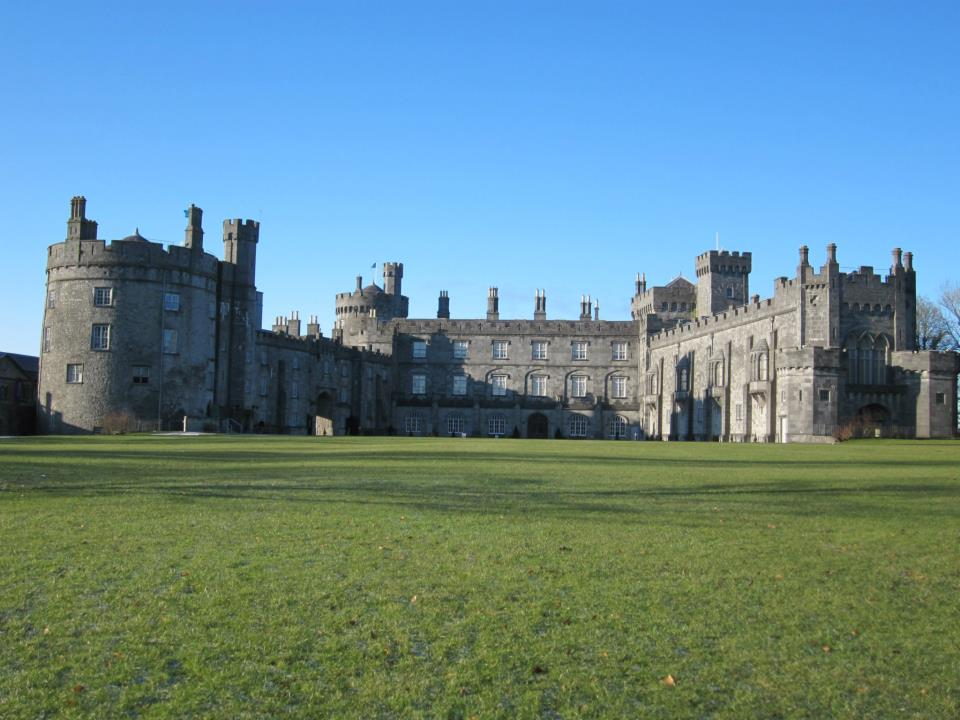
Kilkenny Castle

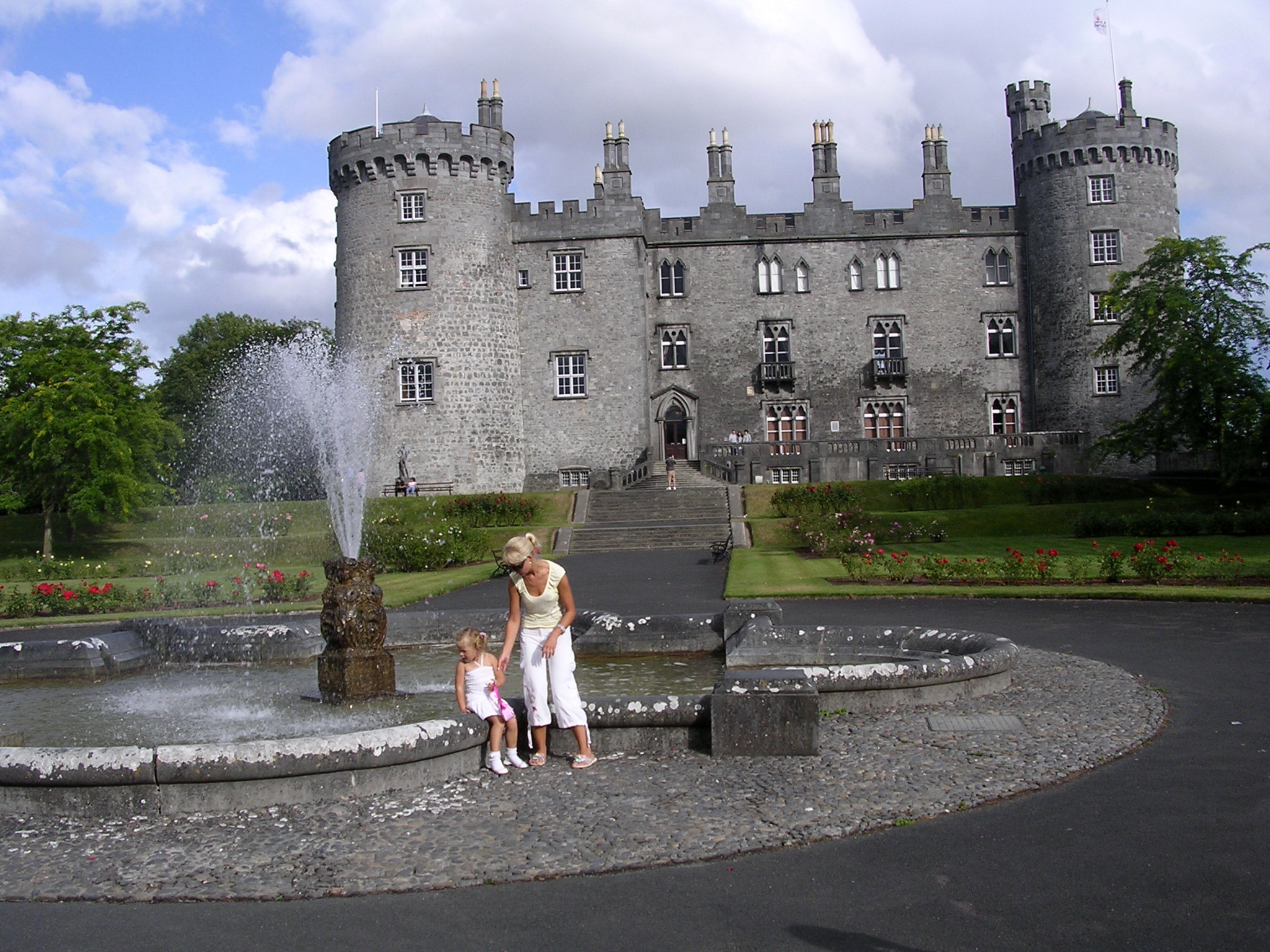
Kilkenny Castle, the signature symbol of the Medieval city

كيلكيني (بالأيرلندية: Cill Chainnigh) بمعنى كنيسة،  هي مدينة في إقليم لينستر في جنوب شرق أيرلنداوالتي هي جزء من مقاطعة كيلكيني. وهو مبني على ضفتي نهر نور. ويدير المدينة مجلس بلدية (وعمدة)، وهو مستوى أدنى من مستوى مجلس المدينة في الحكومة المحلية للدولة، على الرغم من أن قانون الحكم المحلي لعام 2001 يسمح «بالاستمرار في استخدام مدينة الوصف». ويبلغ عدد سكان البلدة 8،711 نسمة، لكن الأغلبية تعيش خارج حدود المقاطعة: أعطى التعداد السكاني الأيرلندي لعام 2011 مجموع سكان المنطقة والمناطق المحيطة بها 24243 نسمة.

## توأمة
لكيلكيني (أيرلندا) اتفاقيات توأمة مع:
- يانغتشو (2005 - )[7]

## أعلام
- شيموس باتيسون
- جورج بيركلي
- فيل هوغن
- جيمس أونيل
- روبرت جونستون
- ماثيو جب
- مارتن تريسي